# Suctobelbella chabarica
Suctobelbella chabarica är en kvalsterart som beskrevs av Rjabinin 1975. Suctobelbella chabarica ingår i släktet Suctobelbella och familjen Suctobelbidae. Inga underarter finns listade i Catalogue of Life.